# Uncharted (serie de jocuri)
Uncharted este o serie de jocuri video de acțiune-aventură dezvoltată de Naughty Dog și publicată de Sony Interactive Entertainment pentru consolele PlayStation. Seria a debutat în 2007 cu jocul Uncharted: Drake's Fortune și a devenit una dintre cele mai populare și apreciate serii de jocuri din toate timpurile. Jocurile sunt cunoscute pentru grafica de înaltă calitate, povestirile captivante, personajele bine dezvoltate și gameplay-ul inovator. 

## Jocurile din serie

### Uncharted: Drake's Fortune(2007)
Uncharted: Drake's Fortune este primul joc din serie, lansat în noiembrie 2007 pentru PlayStation 3. Jucătorii îl controlează pe Nathan Drake, un aventurier și vânător de comori, în căutarea legendarului oraș de aur, El Dorado. Jocul introduce mecanici de bază care vor deveni semnătura seriei, precum platforming, puzzle-uri și lupte intense cu arme de foc.

### Uncharted 2: Among Thieves(2009)
Lansat în octombrie 2009, Uncharted 2: Among Thieves continuă aventurile lui Nathan Drake, de data aceasta în căutarea pietrei Chintamani și a Shambhalei. Jocul a fost lăudat pentru îmbunătățirile semnificative aduse graficii, designului nivelurilor și narativului. Among Thieves a câștigat numeroase premii, inclusiv titlul de Jocul Anului din partea mai multor publicații.

### Uncharted 3: Drake's Deception(2011)
Uncharted 3: Drake's Deception a fost lansat în noiembrie 2011 și explorează trecutul lui Nathan Drake și legătura sa cu mentorul său, Victor "Sully" Sullivan. Povestea se concentrează pe căutarea orașului pierdut Ubar, cunoscut și sub numele de Atlantida din Deșert. Jocul a fost apreciat pentru povestea sa profundă, secvențele cinematice și îmbunătățirile aduse gameplay-ului.

### Uncharted: Golden Abyss(2012)
Uncharted: Golden Abyss este un prequel exclusiv pentru PlayStation Vita, lansat în februarie 2012. Acțiunea jocului are loc înainte de evenimentele din Drake's Fortune și urmărește aventurile lui Nathan Drake în căutarea unei expediții spaniole pierdute. Deși nu a fost dezvoltat de Naughty Dog, ci de Bend Studio, jocul a reușit să captureze esența seriei pe o platformă portabilă.

### Uncharted: Fight for Fortune(2012)
Tot pentru PlayStation Vita, Uncharted: Fight for Fortune este un joc de cărți colecționabile lansat în decembrie 2012. Deși diferit ca gameplay față de titlurile principale, jocul utilizează personajele și elementele din universul Uncharted.

### Uncharted 4: A Thief's End(2016)
Lansat în mai 2016 pentru PlayStation 4, Uncharted 4: A Thief's End este considerat punctul culminant al seriei. Jocul explorează viața lui Nathan Drake după ce s-a retras din viața de aventurier, fiind tras înapoi în acțiune de apariția fratelui său, Sam. Cei doi pornesc în căutarea comorii căpitanului pirat Henry Avery. Jocul a fost lăudat pentru povestea sa emoționantă, grafica de ultimă generație și gameplay-ul rafinat.

### Uncharted: The Lost Legacy(2017)
Uncharted: The Lost Legacy este un titlu standalone lansat în august 2017, care o are în prim-plan pe Chloe Frazer, un personaj secundar din jocurile anterioare. Chloe se aliază cu Nadine Ross, o antagonistă din Uncharted 4, pentru a găsi Colțul lui Ganesha în India. Jocul a fost apreciat pentru expansiunea universului Uncharted și pentru gameplay-ul său captivant.

## Gameplay și mecanici
Seria Uncharted este cunoscută pentru combinația sa de platforming, puzzle-uri și lupte cu arme de foc. Jucătorii trebuie să navigheze prin medii complexe, să rezolve puzzle-uri pentru a progresa și să se angajeze în lupte intense cu inamicii. Fiecare joc din serie a adus îmbunătățiri și inovații în aceste mecanici, menținând seria proaspătă și captivantă.

### Platforming
Platforming-ul este o componentă esențială a gameplay-ului în seria Uncharted. Jucătorii trebuie să sară, să se cațere și să traverseze diverse obstacole pentru a progresa prin niveluri. Jocurile sunt cunoscute pentru secvențele lor spectaculoase de platforming, care includ deseori prăbușiri dramatice și evadări la limită.

### Puzzle-uri
Puzzle-urile din Uncharted sunt integrate organic în mediul de joc și adaugă un nivel suplimentar de provocare. Acestea variază de la puzzle-uri mecanice, care implică manipularea obiectelor, la puzzle-uri de logică, care necesită gândire critică și observație atentă.

### Lupte cu arme de foc
Luptele cu arme de foc sunt o altă componentă centrală a gameplay-ului. Jucătorii pot folosi o varietate de arme, de la pistoale și puști automate la grenade și lansatoare de rachete. Sistemul de acoperire, introdus în Drake's Fortune și perfecționat în jocurile ulterioare, permite jucătorilor să se adăpostească și să planifice atacurile tactice împotriva inamicilor.

## Personaje principale
- Nathan Drake: Protagonistul principal al seriei, un aventurier carismatic și vânător de comori. Drake este cunoscut pentru curajul său, abilitățile sale de supraviețuire și umorul său.
- Victor "Sully" Sullivan: Mentorul și prietenul apropiat al lui Nathan, un veteran al vânătorii de comori și un aliat de încredere.
- Elena Fisher: Jurnalistă și interes romantic al lui Nathan, care devine un aliat important de-a lungul seriei.
- Chloe Frazer: O aventurieră și fostă iubită a lui Nathan, cunoscută pentru abilitățile sale excepționale și pentru rolul său principal în The Lost Legacy.
- Samuel "Sam" Drake: Fratele mai mare al lui Nathan, despre care se credea că este mort, dar care reapare în Uncharted 4: A Thief's End.

## Receptarea critică
Seria Uncharted a fost lăudată pe scară largă pentru calitatea sa înaltă, povestirile captivante și gameplay-ul inovator. Jocurile au primit numeroase premii și au fost considerate unele dintre cele mai bune jocuri lansate pe consolele PlayStation. Grația și stilul cinematografic al seriei au influențat multe alte jocuri de acțiune-aventură.

## Impact și influență
Uncharted a avut un impact semnificativ asupra industriei jocurilor video, stabilind noi standarde pentru narațiune, design de joc și grafică. Seria a influențat dezvoltarea altor titluri și a contribuit la succesul comercial al consolelor PlayStation. De asemenea, Uncharted a extins franciza în alte medii, inclusiv benzi desenate, romane și un film de lung metraj lansat în 2022, cu Tom Holland în rolul lui Nathan Drake și Mark Wahlberg în rolul lui Sully.

## Moștenire
Seria Uncharted rămâne un reper în industria jocurilor video, cunoscută pentru aventurile sale palpitante, povestirile captivante și gameplay-ul inovator. Cu fiecare titlu lansat, Uncharted a reușit să captiveze jucătorii și să stabilească noi standarde în genul de acțiune-aventură, rămânând una dintre cele mai îndrăgite serii de jocuri din toate timpurile.

## Legături
- Site-ul oficial al serieien